# TuRU Düsseldorf
Turn- und Rasensport Union 1880 e.V. Düsseldorf é uma agremiação esportiva alemã, fundada em 1919, sediada em Düsseldorf, na Renânia do Norte-Vestfália.
Além do futebol, a associação mantém um departamento de handebol.

## História

TuR Union

O Turn- und Rasensport Union Düsseldorf reivindica um número de predecessores no seu histórico. Düsseldorf Fußball Klub Union, criado a 10 de maio de 1905, como Düsselsdorfer Fußball Klub Union através da fusão de Vorwärts Düsseldorf e Borussia Düsseldorf com alguns membros do Fußball Club Britannia Düsseldorf. O clube foi renomeado Düsseldorfer Sport Club Union, em 1911, e em 1913 avançou à final da Westdeutcher Fußball Verband na qual perderam para o Duisburger Spielverein, que então passou para a final nacional contra o VfB Leipzig. O SC se uniu ao Verein für Rasensport Düsseldorf and Friedrichstädter Turnverein 1880 para formar o TuRU em 1919. Até julho de 1916, o VfR havia jogado como Sport Club Athen Düsseldorf.
O TuRU, por sua vez, avançou à final da Westdeutcher Fußball Verband, em 1923, na qual perdeu por 4 a 4 para o Arminia Bielefeld. Dois anos mais tarde se vingou de Duisburger SV e Bielefeld, derrotando-os para nas quartas de final enfrentar o Hertha BSC Berlin, equipe que o eliminou.
Entre 1935 e 1942 o Düsseldorf atuou na Gauliga Niederrhein, uma das dezesseis divisões de vôo superiores formadas em 1933 a partir da reorganização do futebol alemão sob o domínio do Terceiro Reich. O TuRU fez sua única aparição na DFB-Pokal (Copa da Alemanha), em 1937, competição ainda intitulada Tschammerpokal. Também participou do campeonato nacional no final dos anos 30.
Após a Segunda Guerra Mundial o TuRU participou brevemente (1949 a 1952) da 2. Oberliga West (II), e depois da  Landesliga Niederrhein (III) até o final da década, antes de decair. O clube retornaria à Landesliga, em 1965, se estabelecendo na quarta e quinta camada nas décadas seguintes. O time conquistou os títulos da Landesliga Niederrhein, em 1994, (V grau) e 2003 (VI grau). O Düsseldorf foi promovido para a Oberliga Nordrhein ao vencer, em 2004, a Verbandsliga Niederrhein (V).

## Títulos
- Landesliga Niederrhein (V) Campeão: 1994;
- Landesliga Niederrhein (VI) Campeão: 2003;
- Verbandsliga Niederrhein (V) Campeão: 2004;

## Cronologia
- 1988-89 - Verbandsliga Niederrhein (IV) - 7º
- 1989-90 - Verbandsliga Niederrhein - 7º
- 1990-91 - Verbandsliga Niederrhein - 15º ↓
- 1991-92 - Landesliga Niederrhein-2 (V) - 12º
- 1992-93 - Landesliga Niederrhein-1 - 6º
- 1993-94 - Landesliga Niederrhein-1 - 1º ↑
- 1994-95 - Verbandsliga Niederrhein (V) - 6º
- 1995-96 - Verbandsliga Niederrhein - 7º
- 1996-97 - Verbandsliga Niederrhein - 7º
- 1997-98 - Verbandsliga Niederrhein - 9º
- 1998-99 - Verbandsliga Niederrhein - 14º ↓
- 1999-00 - Landesliga Niederrhein (VI)	- 2º ↑
- 2000-01 - Verbandsliga Niederrhein (V) - 10º
- 2001-02 - Verbandsliga Niederrhein - 14º
- 2002-03 - Landesliga Niederrhein (VI)	- 1º ↑
- 2003-04 - Verbandsliga Niederrhein (V) - 1º ↑
- 2004-05 - Oberliga Nordrhein (IV) - 10º
- 2005-06 - Oberliga Nordrhein - 15º
- 2006-07 - Oberliga Nordrhein - 11º
- 2007-08 - Oberliga Nordrhein - 14º ↓
- 2008-09 - Verbandsliga Niederrhein (V) - 13º
- 2009-10 - Verbandsliga Niederrhein - 4º
- 2010-11 - Verbandsliga Niederrhein -  2º
- 2011-12 - Verbandsliga Niederrhein -  2º